# ヴァン・ヘイレンIII
ヴァン・ヘイレンIII（Van Halen III）は、ヴァン・ヘイレンが1998年に発表したアルバム。スタジオ・アルバムとしては11作目で、ゲイリー・シェローン在籍時としては唯一のアルバムとなった。

## 解説
1996年にサミー・ヘイガーが脱退し、同年にはデイヴィッド・リー・ロスが再加入するが、ベスト・アルバム『グレイテスト・ヒッツ』（1996年）用の新曲のレコーディングだけで再び脱退。当時ヴァン・ヘイレンのマネージメントを担当していたレイ・ダニエルズが、エクストリームのマネージャーのビジネス・パートナーだったことから、同バンドのボーカリスト、ゲイリー・シェローンとのセッションを打診され、最終的にはシェローンが正式メンバーとなる。アルバム・タイトルは、ヴァン・ヘイレンの第3期のラインナップにより制作されたことに由来する。
アルバムジャケットは20世紀前半に活躍した「鋼鉄のお腹」を持つパフォーマーのフランク・“キャノンボール”・リチャーズが大砲から発射された砲弾をお腹で受け止めるシーンを静止画にしたもの。
「ニューワールド」「プライマリー」の2曲はインストゥルメンタル。「ファイヤー・イン・ザ・ホール」は、映画『リーサル・ウェポン4』のサウンドトラックで使用された。
本作はセールス的に大成功とならず、『5150』（1986年）以降のスタジオ・アルバムとしては初めて、Billboard 200の1位を獲得できなかった。そして、本作に伴うツアーを最後にシェローンが脱退。2004年発売のベスト・アルバム『ヴェリー・ベスト・オブ・ヴァン・ヘイレン』には、本作からの楽曲は収録されなかった。

## 収録曲
全曲メンバー4人の共作。
1. ニューワールド - "Neworld" - 1:51
2. ウイズアウト・ユー - "Without You" - 6:37
3. ワン・アイ・ウォント - "One I Want" - 5:35
4. フロム・アフェア - "From Afar" - 5:29
5. ダーティー・ウォーター・ドッグ - "Dirty Water Dog" - 5:33
6. ワンス - "Once" - 7:51
7. ファイヤー・イン・ザ・ホール - "Fire in the Hole" - 5:37
8. ジョセフィーナ - "Josephina" - 5:48
9. イヤー・トゥ・ザ・デイ - "Year to the Day" - 8:47
10. プライマリー - "Primary" - 1:31
11. バロット・オア・ザ・ブレット - "Ballot or the Bullet" - 5:48
12. ハウ・メニィ・セイ・アイ - "How Many Say I" - 6:16

## 参加ミュージシャン
- ゲイリー・シェローン - ボーカル
- エドワード・ヴァン・ヘイレン - ギター、キーボード、バッキング・ボーカル
- マイケル・アンソニー - ベース、バッキング・ボーカル
- アレックス・ヴァン・ヘイレン - ドラムス、パーカッション